# Ragnhilda Potężna
Ragnhhilda Potężna (zm. ok. 895) – królowa Norwegii, córka króla duńskiego Eryka Jutlandzkiego.

## Życiorys
Około 892 Ragnhilda została żoną króla Norwegii Haralda Pięknowłosego. XIII-wieczny kronikarz Snorri Sturluson odnotował, że przed ślubem z Ragnhildą Harald porzucił swoje dziewięć żon. Ze związku Ragnhildy z Haraldem pochodził syn Eryk, późniejszy król Norwegii. Zgodnie z relacją Snorrego Sturlusona, Ragnhilda zmarła po trzech latach pobytu w Norwegii.